# Bohater Demokratycznej Republiki Afganistanu
Bohater Demokratycznej Republiki Afganistanu (paszto ‏افغانستان دیموکراتیک جمهوریت اتل‎) – najwyższe wyróżnienie w systemie odznaczeń państwowych Demokratycznej Republiki Afganistanu.

## Historia i zasady nadawania
Tytuł Bohatera Demokratycznej Republiki Afganistanu był najwyższym wyróżnieniem w systemie odznaczeń państwowych Demokratycznej Republiki Afganistanu. Został ustanowiony Dekretem Prezydium Rady Rewolucyjnej Demokratycznej Republiki Afganistanu nr 114 z dnia 9 sierpnia 1986 roku „w celu najwyższego wyróżnienia obywateli DRA i innych państw, którzy dokonali bohaterskich czynów w imię obrony zdobyczy Rewolucji Saurskiej, wolności, integralności terytorialnej i niepodległości DRA lub którzy wnieśli wybitny wkład we wzmocnienie obronności państwa”. Posiadacz tytułu otrzymywał znak specjalnego wyróżnienia – Medal Złotej Gwiazdy, świadectwo nadania od Prezydium Rady Rewolucyjnej DRA, książeczkę orderową, nagrodę pieniężną w wysokości 15 tysięcy afgani, a także najwyższe odznaczenie Demokratycznej Republiki Afganistanu: Order Rewolucji Saurskiej (od 1986) lub Order Słońca Wolności (od 1987).

## Opis
Medal Złotej Gwiazdy Bohatera Demokratycznej Republiki Afganistanu to polerowana złota pięcioramienna gwiazda z gładkimi dwuściennymi promieniami o długości 15 mm. W centrum gwiazdy znajduje się wizerunek herbu DRA (w dwóch typach: obowiązującym w latach 1986–1987 i 1987–1992). Waga gwiazdy wynosi około 15,3 g. Rewers medalu jest gładki i obramowany cienkimi krawędziami, z odpowiednim napisem pośrodku i numerem medalu poniżej. Medal przymocowany jest za pomocą oczka i pierścienia do pięciokątnej zawieszki o wymiarach 15,5 × 25 mm, pokrytej czerwoną emalią.

## Odznaczeni
Podczas afgańskiej wojny domowej tytuł ten przyznano 13 wojskowym. Wśród nich znaleźli się Faiz Mohammed (1986), Abdurraszid Dostum (dwukrotnie: 1986, 1988). Otrzymali go również kosmonauci Walerij Polakow (1988), Władimir Lachow (1988) i Abdulahad Momand (1988).